# 日本映画制作適正化機構
日本映画制作適正化機構（にほんえいがせいさくてきせいかきこう）は、映画制作における労働環境の改善を目指し、映画産業における持続可能な発展を進めることを目的とする組織である。

## 概要
「日本映画制作適正化認定制度に関する協約」が日本映画製作者連盟、日本映画制作者協会、日本映像職能連合の合意により調印されたことで、2023年4月1日から「映像制作現場における労働環境の適正化を図るための認定制度」が開始された。この制度では、撮影時間の上限などを定めた「映適マーク」を取得することで、労働環境が適正であることが証明されることになる。

## 沿革
- 2022年6月20日 - 「一般社団法人日本映画制作適正化機構」が設立。
- 2023年3月29日 - 日本映画製作者連盟（映連）、日本映画制作者協会（日映協）、日本映像職能連合（映職連）が参加して「日本映画制作適正化認定制度に関する協約」を締結。
- 2023年4月1日 - 「日本映画制作適正化認定制度」運用開始。
- 2023年7月17日 - 『映画 仮面ライダーギーツ 4人のエースと黒狐』（東映、7月28日公開）が認定作品第1号となる[3][4]。

## 組織機能
この組織は、協約・ガイドラインに基づき運用され、審査機能とスタッフセンター機能により構成されている。

## 認定制度
「日本映画制作適正化認定制度」では、実写映画を対象とし、撮影時間や休憩時間のルール、安全やハラスメントに関する体制整備が行われているかどうかを審査する。そして、ガイドラインに基づいて制作された作品には、適正な制作が行われた認定の印である「映適マーク」が与えられる。